# Гетеростеус
Гетеростеус (Heterosteus) або Гетеростіус (Heterostius) — представник артродір, гігантська панцирна риба із середнього девону Прибалтики, Німеччини, Гренландії і Шпіцбергена.
Належить до групи Brachythoraci, виділяється (разом з низкою близьких родів), в родину Heterosteidae.

## Особливості будови
Тіло сплощене, голова широка, дещо звужена вперед. Вентральний щит панцира дуже невеликий, зміщений під передню частину голови. Грудний панцир вузький, постбранхіальні пластинки (з'єднують спинний і черевний щити) у вигляді бивньоподібних відростків, загнутих вперед. Сам грудний панцир дещо скошений назад, в результаті чого морда ледве виступає за межі черевного щита. Очі дуже маленькі, біля переднього краю голови, винесені нагору. Шви головного щита складні, карманоподібні. Добре розвинені борозни бічної лінії. Щелепи погано відомі, ймовірно, слабкі. Зовнішня структура панцира горбкувата. На внутрішній поверхні непарної спинної пластини грудного панцира розвинений потужний спрямований назад карінальний відросток, до якого кріпилися м'язи спини. Розміри величезні — поперечник панцира більше 1 метра, загальна довжина до 6 метрів.
Придонні прісноводні риби. Спосіб життя не цілком зрозумілий. Можливо, харчувалися безхребетними.

## Історія опису та представники
Рід запропонований Х. Асмуссеном в 1856 році на підставі решток із середнього девону (живет) Естонії — печери Арукюла поблизу м. Тарту. Синоніми — Chelonichthys, Heterostius, Ichthyosauroides (деякі рештки помилково відносили до рептилій, зокрема, С. С. Куторга). Л. Агассіс зараховував типові рештки до роду Asterolepis. Тип роду — Heterosteus asmussi. Можливий синонім типового виду — H. ingens. Кілька видів, рештки відомі з Ленінградської області, Рейнської області Німеччини, Шпіцбергена і, можливо, Гренландії. З середнього девону Шпіцбергена відомий споріднений, але трохи дрібніший Herasmius, а з середнього девону Китаю (Юньнань) — Yinostius.

## Ресурси Інтернета
- https://web.archive.org/web/20050120153339/http://paleoportal.by.ru/Preparirovanie/Fish_CCCP.htm
- http://www.ivpp.cas.cn/cbw/gjzdwxb/xbwzxz/200903/W020090813374578814549.pdf [Архівовано 7 травня 2020 у Wayback Machine.] (опис Yinostius)
- https://web.archive.org/web/20090618101611/http://baloo.narod.ru/vsegei_web/slides/cnigr12040711.html (фотографія грудного панцира)